# Los Tajos
Los Tajos är en ort i Mexiko.   Den ligger i kommunen Encarnación de Díaz och delstaten Jalisco, i den centrala delen av landet, 400 km nordväst om huvudstaden Mexico City. Los Tajos ligger 1 990 meter över havet och antalet invånare är 177.
Terrängen runt Los Tajos är en högslätt. Runt Los Tajos är det ganska tätbefolkat, med 56 invånare per kvadratkilometer. Närmaste större samhälle är Villa Licenciado Jesús Terán, 17,6 km nordväst om Los Tajos. Trakten runt Los Tajos består i huvudsak av gräsmarker.